# Luigi Taramazzo
Luigi Taramazzo (Ceva, 5 mei 1932 – 15 februari 2004) was een autocoureur uit Italië.
Taramazzo nam deel aan heuvelklimmen en sportcar-races. In 1951 reed hij de Mille Miglia in een Fiat 500 met G. Solari als teamgenoot. Zij eindigden als 168e in de race en als 42e in hun klasse, de VU750. In 1958 beleefde Taramazzo zijn succesvolste jaar in de sportscars met een overwinning in de Coppa Inter-Europa op het Autodromo Nazionale Monza en een tweede plaats in de Coppa Sant Ambroeus op hetzelfde circuit.
Naarmate zijn sportscarcarrière vorderde, ging Taramazzo ook deelnemen aan de Targa Florio en de 1000 km van Monza. In 1964 behaalde hij zijn beste resultaat in de Targa Florio met een vijfde plaats in een Ferrari 250 GTO met Corrado Ferlaino als teamgenoot. In de 1000 km van Monza behaalde hij in zowel 1965 als 1967 zijn beste resultaat met een tiende plaats.
Hij schreef zich in voor één Formule 1-race, de Grand Prix van Monaco in 1958 waar hij een Maserati 250F deelde met Ken Kavanagh, maar aangezien beide coureurs zich niet wisten te kwalificeren, mochten ze ook niet deelnemen aan de race
Taramazzo was een populaire coureur die deelnam aan sportscarraces tot hij stopte in 1972.